# الحيلة (الخليل)
الحيلة قرية فلسطينية من قرى محافظة الخليل في الضفة الغربية، تقع على بعد ثمانية كيلومترات جنوب مدينة الخليل. يوجد فيها عيادة صحية أولية من المستوى الأول تتبع وزارة الصحة الفلسطينية. تقع خدماتيًا ضمن مدينة يطا.

## السكان
وفقًا للجهاز المركزي للإحصاء الفلسطيني، بلغ عدد سكان القرية منتصف عام 2007 حوالي 1,277 نسمة. ازداد إلى 1,785 نسمة في التعداد العام للسكان والمساكن والمنشآت عام 2017.

## وصلات خارجية
- صفحة قرية الحيلة في موقع «فلسطين في الذاكرة».
- صورة جوية للقرية.
- ملف قرية الحيلة، معهد الأبحاث التطبيقية - القدس (أريج).